# Katrin Beierl
Katrin Beierl (* 16. August 1993 in Mödling, Niederösterreich) ist eine österreichische Bobsportlerin. Seit 2014 gehört sie als Zweierbob-Pilotin zum Nationalkader und nahm 2018 an den Olympischen Winterspielen teil. Gemeinsam mit Anschieberin Jennifer Onasanya gewann sie 2019 und 2021 zwei Europameisterschafts-Bronzemedaillen und erreichte ab 2020 mehrere Podiumsergebnisse im Weltcup. Dort entschied sie im Winter 2020/21 als erste Österreicherin die Zweierbob-Gesamtwertung für sich. Nach einem Schlaganfall im August 2022 kehrte Beierl im Dezember 2023 in den Weltcup zurück.

## Werdegang

### Anfänge, erste Weltcuprennen und Olympiateilnahme (bis 2018)
Beierls Eltern waren beide aktiv im Leistungssport: Ihre Mutter Ulrike Kleindl vertrat Österreich bei den Olympischen Sommerspielen 1988 als Weitspringerin, ihr Vater Michael Beierl war Militärweltmeister im Hammerwurf und für kurze Zeit Anschieber im Bob von Gerhard Rainer. Katrin Beierl wuchs in Himberg im Wiener Becken auf und feierte in ihrer Jugend ebenfalls Erfolge als Leichtathletin im Hürdensprint, wo sie mit 14 Jahren österreichische Schülermeisterin über 80 Meter wurde.
Nach ihrem Schulabschluss zog Beierl für ihr Jus-Studium 2012 nach Innsbruck und kam dort auf der Eisbahn Igls erstmals mit dem Bobsport in Kontakt. Schnell übernahm sie die Position als Pilotin im Zweierbob. Im Jänner 2014 absolvierte sie ihre ersten Wettkämpfe im Bob-Europacup, wo sie 2014/15 den dritten Rang in der Gesamtwertung belegte. Mit Karlien Sleper als Anschieberin debütierte sie im Dezember 2015 in Winterberg im Weltcup. Zum Saisonende nahmen Beierl und Sleper an der Bob-Weltmeisterschaft 2016 teil und erreichten unter 18 Bobs den 14. Rang. In den folgenden Jahren fuhr Beierl abwechselnd im Europacup und im Weltcup und etablierte sich als zweitstärkste österreichische Bobpilotin hinter Christina Hengster.
Von den ersten fünf Rennen des Europacups 2017/18 gewann Beierl vier, nun mit der ehemals Niederländerin Jennifer Onasanya als Anschieberin. Außerdem erreichte sie im Dezember 2017 mit einem fünften Rang beim Weltcup in Winterberg ihr bis dahin bestes Ergebnis in der höchsten internationalen Wettkampfserie. Sie qualifizierte sich für die Olympischen Winterspiele 2018 in Pyeongchang, wo sie mit Victoria Hahn im Zweierbobrennen auf dem 17. Platz einkam. Im Rahmen der Olympiavorbereitung stellte der Österreichische Bob- und Skeletonverband Beierl einen neuen Zweierbob zur Verfügung, der ihr „ein ganz anderes Fahren“ ermöglichte.

### Aufstieg in die Weltspitze (seit 2018)

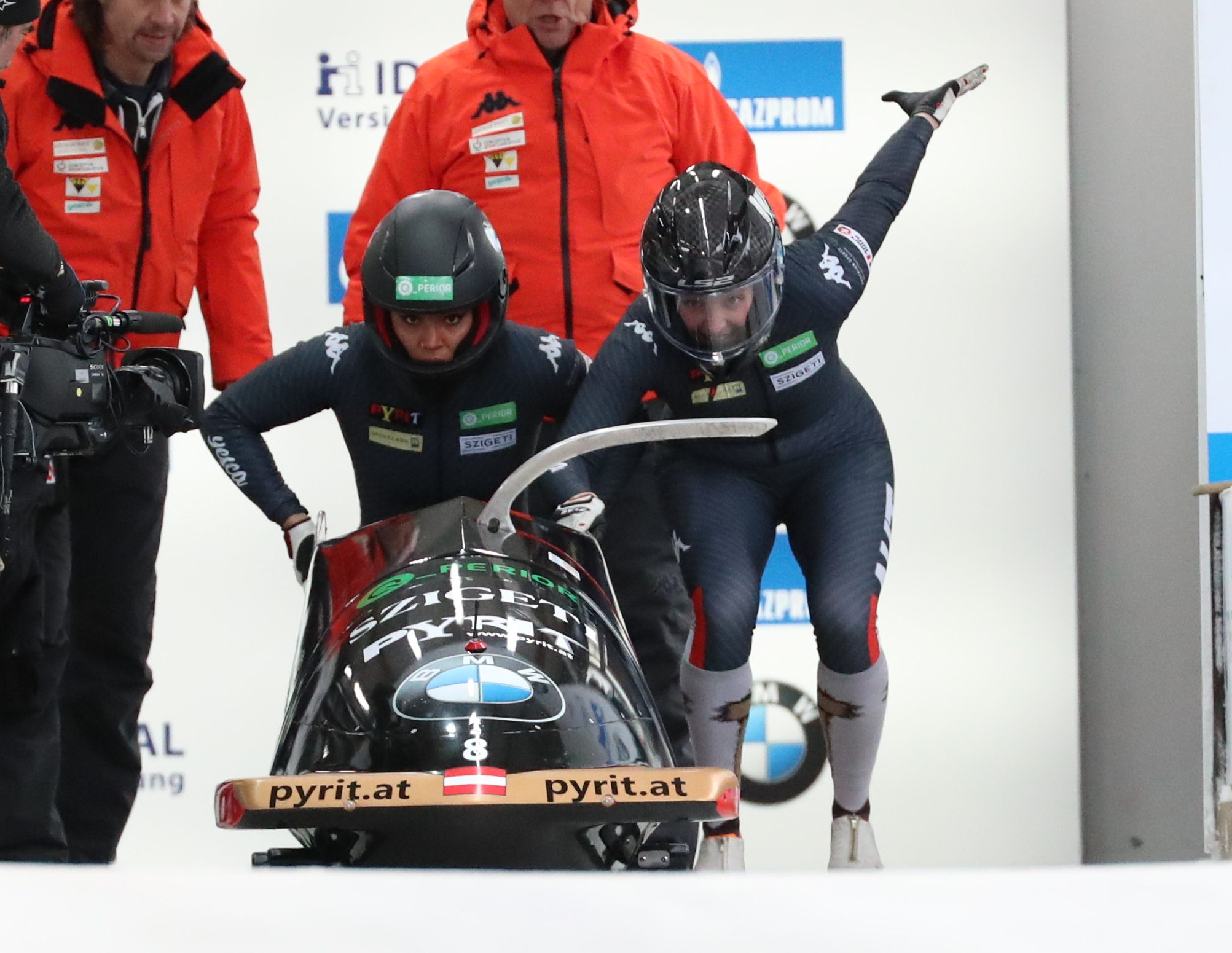
Beierl mit Jennifer Onasanya am Start der WM 2020 in Altenberg

Nach dem Rücktritt Christina Hengsters 2018 stiegen Beierl und Onasanya zur ersten Vertretung Österreichs im Weltcup auf und belegten im Winter 2018/19 mit regelmäßigen Top-Ten-Ergebnissen den achten Rang in der Gesamtwertung der Serie. Auf der Kunsteisbahn Königssee wurden sie am 12. Jänner 2019 Vierte des Weltcuprennens. Der Wettkampf zählte zugleich als Europameisterschaft, in deren Wertung die zweitplatzierte US-Amerikanerin Elana Meyers Taylor nicht einging, sodass Beierl/Onasanya hinter den deutschen Duos Jamanka/Drazek und Schneider/Strack die EM-Bronzemedaille gewann. An gleicher Stelle am Königssee errang Beierl – die im Alter von 25 Jahren in dieser Saison zum letzten Mal als Juniorin startberechtigt war – drei Wochen später mit Onasanya den Titel als Juniorenweltmeisterin. Sie hatte nach zwei Läufen eine Hundertstelsekunde Vorsprung auf die zweitplatzierte Andreea Grecu. Die Österreicherinnen beendeten die Saison als Vierte im WM-Zweierbob-Rennen. Im dritten von vier Läufen fuhren sie dabei die zweitschnellste Zeit hinter den Siegerinnen Jamanka und Drazek.
In der Weltcupsaison 2019/20 platzierte sich Beierl auf dem sechsten Rang des Gesamtklassements. Einige Rennen des Winters bestritt sie mit Selina Loibner an der Stelle von Jennifer Onasanya als Anschieberin, um mit Blick auf die Olympischen Winterspiele 2022 eine neue Konstellation zu erproben. Beim Weltcupauftakt der darauffolgenden Saison fuhren Beierl und Onasanya am 21. November 2020 in Sigulda auf den zweiten Platz und hatten 0,13 Sekunden Rückstand auf Mariama Jamanka und Vanessa Mark. Im auf neun Bobs ausgedünnten Teilnehmerfeld – wegen der COVID-19-Pandemie und den damit verbundenen Reisebeschränkungen fehlten etwa die nordamerikanischen Sportler – waren die Österreicherinnen im zweiten Durchgang zeitgleich mit Jamanka und Mark Laufschnellste. Im weiteren Saisonverlauf 2020/21 erreichten Beierl und Onasanya, die mittlerweile die österreichische Staatsbürgerschaft erhalten hatte, weitere Podestergebnisse im Weltcup. Obwohl sie kein Rennen an erster Stelle beendeten, gewannen sie als erste Österreicherinnen den Gesamtweltcup vor den deutschen Teams von Kim Kalicki und Mariama Jamanka. Als eine von nur zwei Pilotinnen bestritt Beierl jedes Weltcuprennen und erklärte in einem Interview, sie habe die „Auflage verwertet“, die sich aus den Begleitumständen der Saison – dem verspäteten Saisoneinstieg der Nordamerikanerinnen und dem Auslassen einzelner Rennen seitens der deutschen Athletinnen – ergeben hätte. Im Folgewinter 2021/22 kamen Beierl und Onasanya in vier Weltcuprennen unter die ersten Zwölf und belegten beim olympischen Zweierbob-Wettkampf den zehnten Platz. Das Monobob-Rennen beendete Beierl bei der olympischen Premiere der Disziplin auf Position 14.
Nach einer anderthalbjährigen Wettkampfpause als Folge eines Schlaganfalls im August 2022 kehrte Beierl im Dezember 2023 in den internationalen Bobsport zurück. Wegen der Schwangerschaft von Jennifer Onasanya hatte sie im Sommer 2023 ein Team aus neuen Abschieberinnen zusammengestellt, darunter Anna Schenk und Isabela Indruchova, mit denen sie bei ihrem Comeback im Europacup in Lillehammer zwei Siege einfuhr. Anschließend trat Beierl im weiteren Verlauf des Winters wieder im Weltcup an, wo sie als bestes Saisonergebnis zusammen mit Indruchova einen fünften Platz in Altenberg erreichte.

## Persönliches
2017 gründete Beierls Vater den Bob- und Skeletonsportclub Himberg (BSC Himberg), dem sowohl Beierl als auch Jennifer Onasanya angehören und dessen Ziel die Unterstützung des Bobsports in Niederösterreich ist. Bis August 2020 war Beierl Heeressportlerin, zum September 2020 stellte sie die Landespolizeidirektion Tirol für eine vierjährige Grundausbildung als Polizeispitzensportlerin (Vertragsbedienstete mit Sondervertrag im Rahmen der Förderung des Spitzensports) ein.
Im August 2022 auf Urlaubsreise in Peru erlitt Beierl einen Schlaganfall, der ihr starken Kopfschmerz verursachte und erst nach einem vorzeitigen Rückflug nach Österreich diagnostiziert wurde. Die Durchblutungsstörung schränkte ihr Sehfeld im linken Auge ein, woran sie mithilfe einer Virtual-Reality-Brille arbeitete. Wenige Wochen nach dem Schlaganfall stieg sie wieder ins Training ein.